# درگیری‌های غرب سوریه
پس از سقوط رژیم اسد در پی چندین حمله توسط گروه‌های اپوزیسیون، چندین درگیری بین وفاداران بشار اسد و نیروهای مسلح دولت انتقالی سوریه، عمدتاً در مناطق تحت کنترل در استان‌های طرطوس و لاذقیه با اکثریت علوی و همچنین در استان‌های حماة و حمص رخ داد.
اقدامات دولت برای جستجو در روستاها در غرب سوریه به منظور یافتن و دستگیری افسران و مقامات مرتبط با جنایات جنگی رژیم اسد در طول جنگ داخلی سوریه انجام شد. این درگیری‌ها با انتشار ویدئوهایی در رسانه‌های اجتماعی که تصاویری از حمله به آرامگاه خصیبی در حلب را نشان می‌داد که در ماه نوامبر رخ داده بود، آغاز شد. این امر منجر به تحریک چندین تظاهرات و ناآرامی‌های مدنی در میان جوامع علوی توسط عناصر وفادار اسد در غرب سوریه شد.
پس از سقوط رژیم اسد، گزارش‌هایی از حملات انتقام‌جویانه علیه شخصیت‌های علوی مرتبط با رژیم اسد در بخش‌هایی از غرب سوریه نیز گزارش شده است. گروه دیدبان حقوق بشر سوریه مستقر در بریتانیا نیز حملات متعددی را علیه غیرنظامیان عمدتاً علوی و پرسنل نظامی سابق بعث در منطقه گزارش داد که توسط افراد مسلح ناشناس انجام شد که منجر به کشته شدن بیش از ۳۰۵ غیرنظامی شده و تأیید شده است که ۱۲۹ نفر از آن‌ها، در خشونت‌های فرقه‌ای، کشته شده‌اند.
در ۲۹ دسامبر ۲۰۲۴، گروه جدیدی به نام مقاومت مردمی سوریه، مخالفت خود را با دولت تحت رهبری هیئت تحریر شام اعلام کرد و تهدید کرد که در پاسخ به ناآرامی‌های داخلی از زمان سرنگونی رژیم اسد، به نیروهای تحریر شام، حمله خواهد کرد.

## پیش‌زمینه
در دسامبر ۲۰۲۴، در پی حملات غافلگیرانه توسط هیئت تحریر شام (HTS) و سایر نیروهای شورشی که برخی از آن‌ها تحت حمایت ترکیه بودند، حکومت بشار اسد، رئیس‌جمهور سوریه، سرنگون شد و بیش از پنج دهه حکومت خانواده اسد در سوریه پایان یافت. این حملات که از شمال غرب سوریه آغاز شد، در نهایت منجر به پناهندگی سیاسی اسد و خانواده‌اش به روسیه شد. احمد الشرع، امیر تحریر الشام، پس از سقوط دمشق به عنوان رهبر بالفعل سوریه ظاهر شد و اکثریت نیروهای مسلح عربی سوریه تسلیم شده یا از کشور فرار کردند.

### ناآرامی‌های مدنی
پس از سقوط رژیم اسد، گزارش‌هایی از افزایش تنش در غرب سوریه، به ویژه در مناطقی با جمعیت قابل توجه علوی، منتشر شد و شورش‌ها و ناآرامی‌های مدنی در چندین مکان از جمله طرطوس، لاذقیه و قرداحه، پدیدار شد.
در ۱۵ دسامبر ۲۰۲۴، دیدبان حقوق بشر سوریه (SOHR) مستقر در بریتانیا گزارش داد که شورشیان طرفدار اسد با بزرگان روستاها در استان لاذقیه دیدار کرده و به آن‌ها دستور داده‌اند در برابر اقدامات اداره عملیات نظامی تازه تأسیس، برای دفاع از «علوی‌ها» مقاومت کنند.
در ۲۲ دسامبر ۲۰۲۴، دیدبان حقوق بشر سوریه گزارش داد که پس از ادعای سوءرفتار نیروهای امنیتی دولت انتقالی، تظاهرات مدنی در منطقه البهلولیه در شرق لاذقیه رخ داد و خواستار خروج کامل نیروهای امنیتی از روستا شد. دیدبان حقوق بشر سوریه گفت که این حادثه شامل افراد مسلح منتسب به دولت جدید بود که به زور وارد محل اقامت کدخدای البهلولیه شدند. طبق گزارش‌ها، مهاجمان سلاح‌هایی را به سمت ساکنان جوان محله نشان داده و مرتکب اقدامات مختلف سوء رفتار، از جمله آزار کلامی و فیزیکی اعضای خانواده و یک دختر شدند. دیدبان حقوق بشر سوریه گزارش داد که معترضان در واکنش شعار «مرگ بر ذلت» سر دادند.
در ۲۳ دسامبر ۲۰۲۴، صدها مسیحی و حامیان آن‌ها پس از آتش زدن درخت کریسمس توسط جنگجویان خارجی در السقیلبیه، که یک شهر مسیحی در نزدیکی حماة است، در دمشق راهپیمایی کردند. معترضان از مقامات تحریر الشام خواستند از اقلیت‌ها محافظت کنند و جنگجویان خارجی از سوریه خارج شوند. تحریر الشام بعداً اعلام کرد که عاملان آتش‌سوزی را بازداشت کرده است.
خبرگزاری کاتولیک در ۳۱ دسامبر ۲۰۲۴ گزارش داد که برخی از ساکنان مسلمان که توسط دولت اسد از شهر معلولا آواره شده بودند، برخی از ساکنان مسیحی را که متهم به همکاری با گروه‌های شبه نظامی طرفدار اسد بودند، تهدید و آزار و اذیت می‌کردند.

### حمله به زیارتگاه ابوعبدالله الحسین الخصیبی و انتشار ویدیوهای آن
در ۲۵ دسامبر، تنش‌ها در میان بخش‌هایی از جمعیت علوی سوریه در واکنش به انتشار آنلاین ویدیوهایی که تصاویری از حمله به زیارتگاه علوی ابوعبدالله الحسین الخصیبی در حلب را نشان می‌داد، شعله‌ور شد. این تصاویر مهاجمانی را نشان می‌داد که پنج خادم زیارتگاه را کشته، بدن‌هایشان را مثله کرده، به محل آسیب رسانده و سازه را به آتش کشیده‌اند. این ویدیو خشم بخش‌هایی از جمعیت علوی سوریه را برانگیخت.
تظاهرات در محله‌های متعدد علوی‌نشین حمص، از جمله الخضری، وادی الذهب، الزهراء، السبیل، العباسیه و المهاجرین، فوران کرد. معترضان خشم خود را نسبت به حمله به زیارتگاه از طریق شعارهای مذهبی و تظاهرات عمومی ابراز کردند، در حالی که رهبران مذهبی و اجتماعی آن را حمله‌ای به میراث و هویت مذهبی علویان محکوم کردند و خواستار محاکمه عاملان شدند.
معترضان همچنین خواستار امنیت بیشتر برای جامعه توسط دولت و حذف تمام عناصر افراطی و خارجی از ارتش شدند. چندین معترض در حمص، طرطوس و جبله دستگیر شدند. اداره امنیت عمومی سوریه که تحت نظر اداره عملیات نظامی دولت جدید فعالیت می‌کند، برای متفرق کردن جمعیت در حمص آتش گشود که منجر به کشته شدن یک معترض و زخمی شدن پنج نفر دیگر بر اثر شلیک گلوله شد.
در واکنش به افزایش تنش‌ها، دولت جدید حضور امنیتی خود را در مناطق تحت سلطه علویان افزایش داد. نیروهای امنیت عمومی در سراسر حمص، جبله و بانیاس مقررات منع آمد و شد را اجرا کردند، در حالی که نیروهای کمکی نظامی برای جلوگیری از ناآرامی‌های بیشتر، محیط‌های امنیتی را در اطراف محله‌های عکرمه و النهضه ایجاد کردند. آنها همچنین ایست‌های بازرسی نظامی برای تحویل سلاح توسط غیرنظامیان ایجاد کردند و بلندگوهایی را در مساجد نصب کردند که به آنها دستور می‌داد در عرض ۲۴ ساعت این کار را انجام دهند. بسیاری، به ویژه فرماندهان و افسران مرتبط با دولت اسد، از انجام این کار خودداری کردند.

## درگیری‌ها
در ۱۸ دسامبر، اداره عملیات نظامی چندین حمله در استان‌های حماة و حمص و مناطق ساحلی برای شناسایی چهره‌های مرتبط شورشی و جنایتکاران جنگی انجام داد.
فراخوان‌های وفاداران اسد در غرب سوریه برای مقاومت، منجر به تشکیل گروه‌های شورشی علوی در منطقه شده است. همچنین ایران به حمایت از شورش علیه دولت انتقالی سوریه متهم شده است. در ۶ فوریه ۲۰۲۵، مقاومت مردمی سوریه مدعی شد که ۹ نفر از اعضای نیروهای امنیتی سوریه، از جمله یک فرمانده سابق هیئت تحریر شام و یک فرمانده حزب اسلامی ترکستان در سوریه را کشته است.